# Mirebeau-sur-Bèze
Mirebeau-sur-Bèze ist eine französische Gemeinde mit 1.937 Einwohnern (Stand 1. Januar 2022) im Département Côte-d’Or in der Region Bourgogne-Franche-Comté. Sie gehört zum Arrondissement Dijon und zum Kanton Saint-Apollinaire. Die Einwohner der Gemeinde werden Mirebelloises genannt. Die Gemeinde pflegt seit dem Jahre 1966 eine Städtepartnerschaft mit der rheinhessischen Stadt Osthofen.

## Geographie

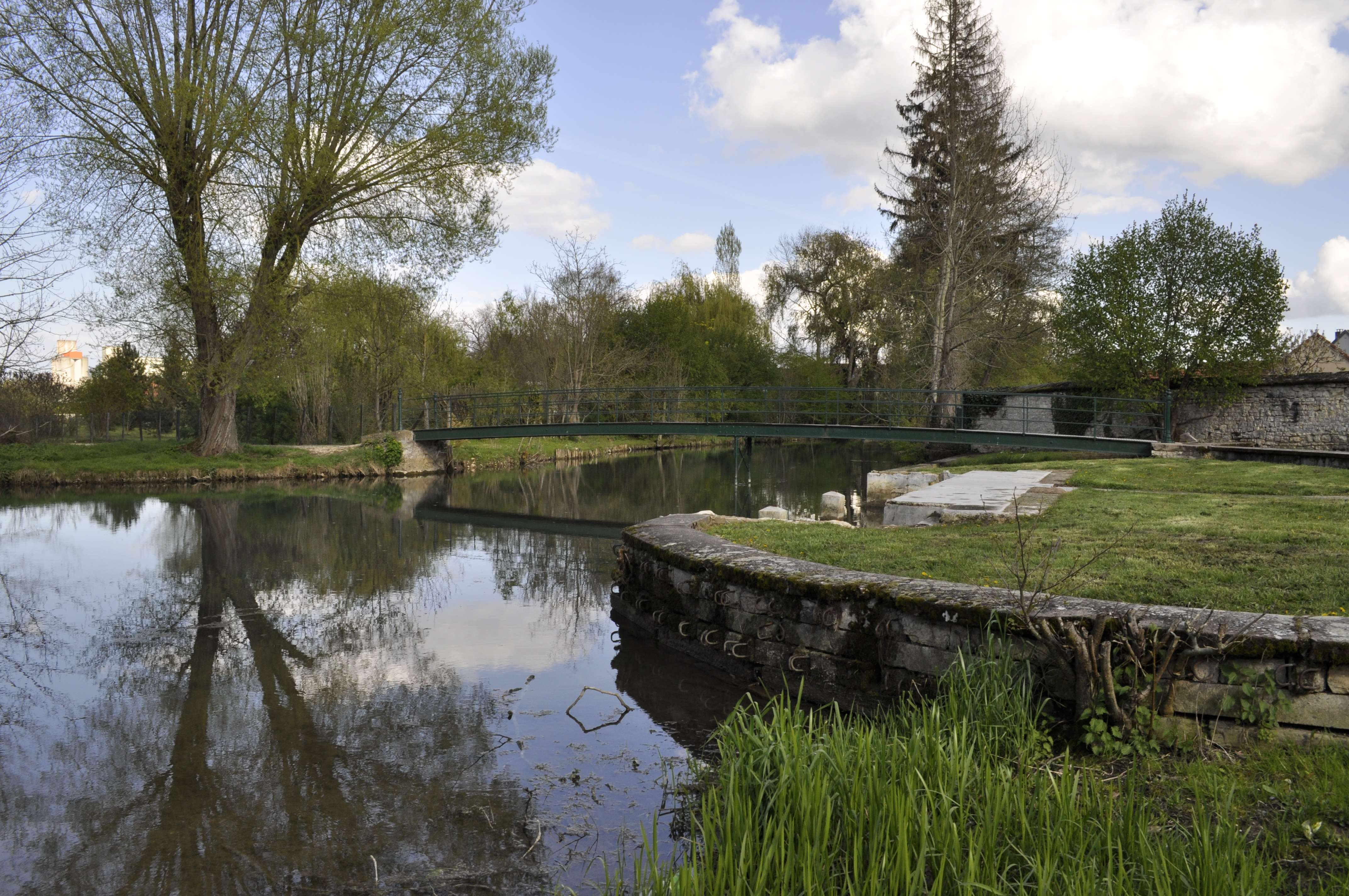
Der Fluss Bèze

Durch die Gemeinde fließt die Bèze. Nordöstlich der Gemeinde befindet sich der See Étang Rougeot. Umgeben wird Mirebeau-sur-Bèze von den Gemeinden Noiron-sur-Bèze im Norden, Renève im Osten, Bézouotte im Süden und Tanay im Westen. 

## Bevölkerungsentwicklung
| Jahr                       | 1962 | 1968 | 1975 | 1982 | 1990 | 1999 | 2005 | 2016 | 2019 |
| Einwohner                  | 889  | 1004 | 1107 | 1426 | 1464 | 1573 | 1753 | 2100 | 2008 |
| Quellen: Cassini und INSEE |      |      |      |      |      |      |      |      |      |

## Sehenswürdigkeiten

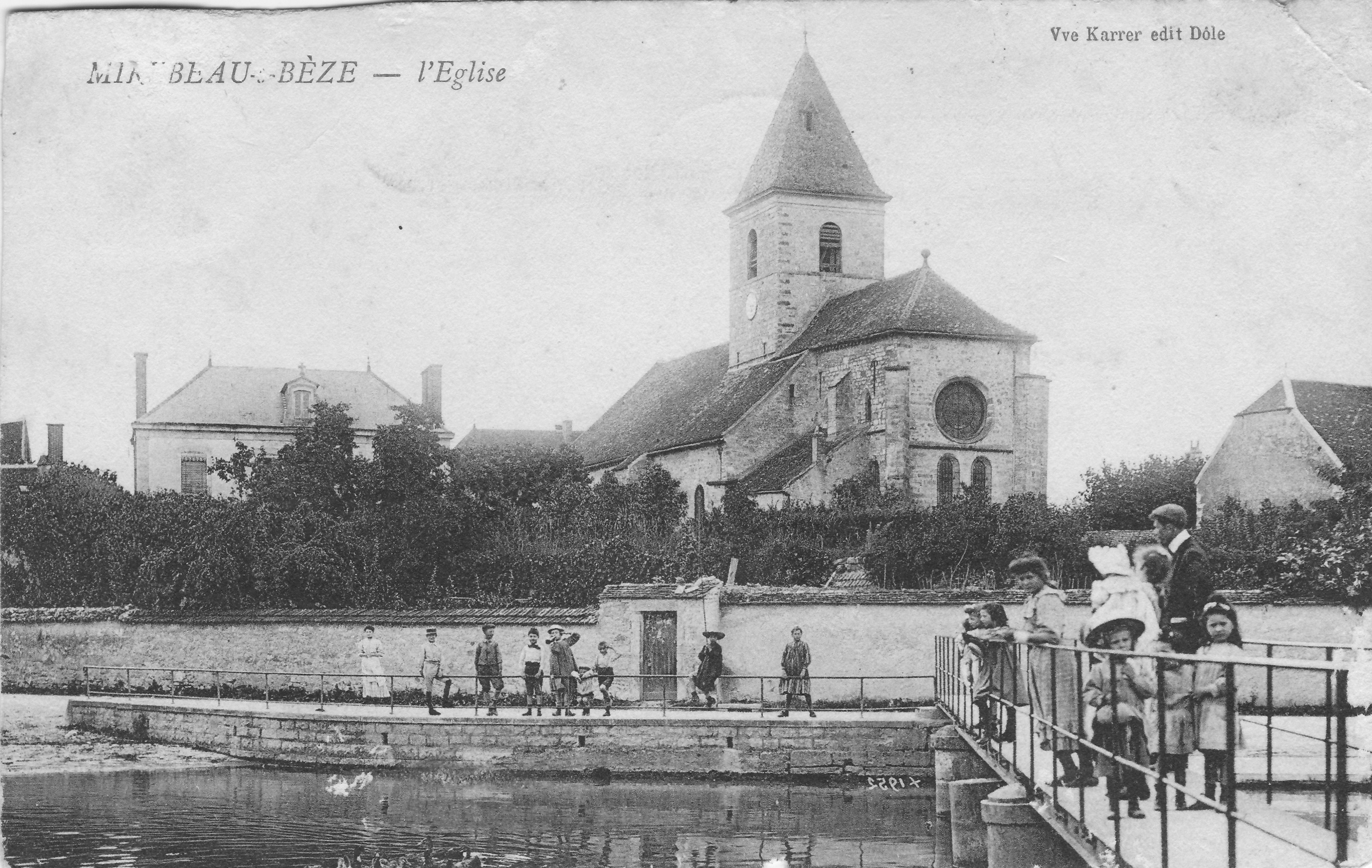
Die Kirche von Mirebeau-sur-Bèze 1911

- Geburts-Kirche (Église de la Nativité)